# Niamh Fisher-Black
Niamh Fisher-Black [niːv ˈfiʃə ˈblæk] (* 12. August 2000 in Nelson) ist eine neuseeländische Radrennfahrerin.

## Werdegang
Im Nachwuchsbereich wurde Fisher-Black 2016 und 2017 neuseeländische Juniorenmeisterin im Cyclocross.
Im Erwachsenenbereich konzentrierte sie sich auf den Straßenradsport und schloss sich im September 2019 dem Bigla Pro Cycling Team (Name 2020: Équipe Paule Ka) an. Sie gewann 2020 mit dem Eintagesrennen Gravel and Tar Classic ihren ersten internationalen Wettbewerb und wurde neuseeländische Meisterin im Straßenrennen. Bei den Weltmeisterschaften 2020 belegte sie im Straßenrennen Rang 15.
Nach Auflösung der Équipe Paule Ka wechselte Fisher-Black zum Saisonbeginn 2021 zum UCI Women’s WorldTeam SD Worx. Bei der Vuelta a Burgos Feminas, einem Rennen der UCI Women’s WorldTour 2021, gewann sie die Nachwuchswertung und wurde Gesamtzwölfte; beim Giro d’Italia Donne gewann sie als Gesamtneunte ebenfalls die Nachwuchswertung. Auch in der Saison 2022 platzierte sie sich mehrmals unter den ersten Zehn von Etappenrennen der WorldTour: Sie wurde Siebte bei Itzulia Women, Achte der Vuelta a Burgos Feminas und Fünfte des Giro d’Italia Donne. Bei den Weltmeisterschaften 2022 wurde sie als beste U23-Fahrerin Zwölfte im Straßenrennen und gewann so den erstmals vergebenen Titel der U23-Weltmeisterin. Im Folgejahr gewann sie durch einen Etappensieg in der Tour de Suisse erstmals ein Rennen der UCI Women’s WorldTour. Am Ende der Saison war sie Achte der Gravel-Weltmeisterschaften 2023.
Obwohl Fisher-Black bei SD-Worx viel im Dienst anderer Fahrerinnen wie Demi Vollering oder Lotte Kopecky stand, konnte sie in der ersten Jahreshälfte 2024 zwei Siege erzielen, darunter einen Etappengewinn beim Giro d’Italia Donne, an dem sie schon zum fünften Mal teilnahm. Sie gewann diese Etappe durch ein Solo auf den letzten Kilometern des Schlussanstiegs der dritten Etappe. Bei den Olympischen Sommerspielen 2024 in Paris startete sie im Straßenrennen und belegte den 31. Platz.
Zur Saison 2025 verließ Fisher-Black das Team SD Worx und wurde Mitglied bei Lidl-Trek.

## Familie
Niamh ist die ältere Schwester von Finn Fisher-Black, der ebenfalls Radrennfahrer ist.

## Erfolge
2016
- Neuseeländische Meisterin – Cyclocross (Juniorinnen)

2017
- Neuseeländische Meisterin – Cyclocross (Juniorinnen)

2020
- Gravel and Tar Classic
- Neuseeländische Meisterin – Straßenrennen

2021
- Nachwuchswertung Vuelta a Burgos Feminas
- Nachwuchswertung Giro d’Italia Donne
- Nachwuchswertung Ladies Tour of Norway

2022
- Weltmeisterin – Straßenrennen (U23)
- Nachwuchswertung Festival Elsy Jacobs
- Nachwuchswertung Itzulia Women
- Nachwuchswertung Giro d’Italia Donne

2023
- eine Etappe und Nachwuchswertung Tour de Suisse

2024
- eine Etappe Setmana Ciclista Valenciana
- eine Etappe Giro Donne